# 短效胰島素
短效型胰島素，又稱為中性胰島素、可溶性胰島素，作用時間較短。此藥物用於治療第一型糖尿病、第二型糖尿病、妊娠性糖尿病以及各種糖尿病所引發的併發症，包括糖尿病酮酸血症、高滲透壓性高血糖症；短效型胰島素也常常和血糖混合，用於治療高血鉀症。短效胰島素一般而言以皮下注射方式給予，有時也會以肌肉注射或靜脈注射的方式給予。一般狀況下，注射後30分鐘內開始作用，效用持續8小時。使用此藥物最常見的副作用為低血糖，其他的副作用包括注射部位疼痛、皮膚表徵改變、低血鉀，以及過敏反應；給予孕婦此藥物是相對安全的。短效胰島素一般由豬或牛的胰臟中萃取而來，人類的胰島素可以由豬的胰島素修改或基因轉殖技術取得。1922年，加拿大的醫師查爾斯·貝斯特和弗雷德里克·班廷初次將胰島素作為藥物。短效胰島素也是世界衛生組織基礎藥物清單上的一種藥物。在開發中國家，短效胰島素的量販價格為每一千單位2.39到10.61美金。在英國，每一千單位胰島素，國家衛生服務支付7.48英鎊；在美國，每一千單位胰島素為134美金。有時短效胰島素會和中效胰島素混合，成為持續力較久的藥物。